# Las mejores cuecas
Las mejores cuecas es el 2º disco del grupo de Folk/Fusión Las Capitalinas que nuevamente cuenta con la colaboración de Hernán Núñez Oyarce, con cuecas escritas especialmente para la banda, como “Hizo música el corsario” y "Me fui a la orilla del mar", tema con el que ganan el Festival de La Reina (2003), televisado por TVN. 
Este disco marca el primer paso de la banda hacia un nuevo sonido, ya que se dan cuenta de que al cantar Cueca brava a la manera clásica las voces suenan demasiado "brillantes" (por el hecho de ser mujeres), por lo que comienzan a adaptar la música, tonalidades y arreglos para lograr darle al estilo una sonoridad más femenina. Para esto la grabación del disco se realiza con instrumentos como el Contrabajo e incorporan la Flauta traversa de manera experimental. La grabación del disco se realizó casi "a la antigua": las 4 voces de cada tema se registraron al mismo tiempo, al igual que los instrumentos, y no se utilizaron efectos digitales, de manera que el sonido del disco mantuviera el espíritu de la Cueca brava original. 
Es editado de manera independiente, distribuido por el sello Liberación(2004).

## Lista de canciones
1. "Si la cárcel fuera buque"
2. "Hizo música el corsario"
3. "Anoche soñé llorando"
4. "Amor en lo profundo"
5. "Acuérdate que pusiste"
6. "Cuándo me estarán cantando"
7. "Sufro amándote en silencio"
8. "Al mundo de los engaños"
9. "Que vivan las fiestas patrias"
10. "Fríos recuerdos que ahogan"
11. "Me fui a la orilla del mar"
12. "El Huáscar con La Esmeralda"
13. "Me negó hasta su pañuelo"
14. "Terminaron mi barquita"
15. "Si tu pecho fuera cárcel"
16. "Un hermoso paraíso"